# Melanophryniscus spectabilis
Melanophryniscus spectabilis là một loài cóc thuộc họ Bufonidae.
Loài này có ở Argentina, Brasil, và có thể cả Paraguay.
Môi trường sống tự nhiên của chúng là rừng ẩm vùng đất thấp nhiệt đới hoặc cận nhiệt đới, xavan ẩm, đồng cỏ nhiệt đới hoặc cận nhiệt đới vùng ngập nước hoặc lụt theo mùa, và sông có nước theo mùa.
Chúng hiện đang bị đe dọa vì mất nơi sống.